# Powderly
Powderly – miasto w Stanach Zjednoczonych, w stanie Kentucky, w hrabstwie Muhlenberg.